# 동국대학교 로스엔젤레스캠퍼스
동국대학교 로스엔젤레스캠퍼스는 미국 캘리포니아주 로스엔젤레스에 위치한 동국대학교의 해외 캠퍼스이다.